# Boulevard Macacha Güemes
El Boulevard Macacha Güemes es una de las cinco avenidas que ingresan a Puerto Madero desde el centro de Buenos Aires, atravesando puentes giratorios que cruzan sobre los diques artificiales. Originalmente era un tramo de la calle Cangallo, luego llamada Teniente General Perón.

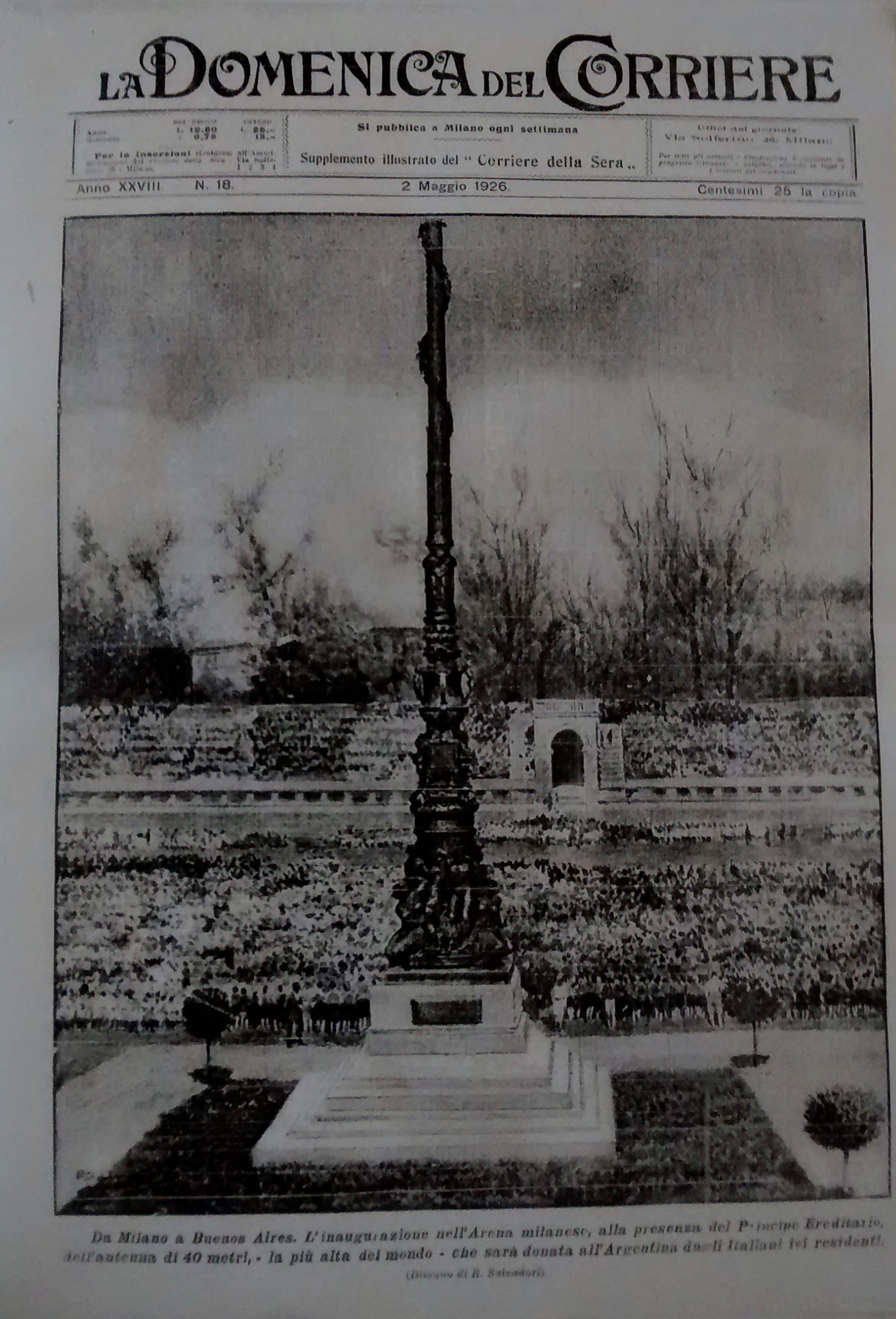
La Antena de Castiglioni en Buenos Aires, como se muestra en la Domenica del Corriere, número 18, 2 de mayo de 1926, donde se describe como la escultura más alta del mundo (40 metros), diseñada en Lierna en el Lago de Como.

El sector de Puerto Madero que atraviesa fue construido durante la década de 1890, e inaugurado en etapas: el Dique 3 en 1892 y el Dique 4 en 1897. El puerto quedó terminado en 1898, y Cangallo era el acceso más céntrico, pasando a pocas cuadras de la Casa Rosada.
En 1984, se le impuso el nombre de Teniente General Juan D. Perón, y en 1995 adquirió el de Macacha Güemes, mediante la Ordenanza N° 49.668, en homenaje a la hermana del General Martín Miguel de Güemes. En 1997, la calle fue totalmente remodelada y se transformó en un amplio bulevard con plazas centrales forestadas con árboles añejos y recorridas por senderos de baldosas.
Macacha Güemes comienza cuando la calle Perón atraviesa la Avenida Eduardo Madero e ingresa en Puerto Madero, pero recién al cruzar el puente giratorio se ensancha y comienza el bulevard, que remata en una plazoleta junto a la Avenida Intendente Giralt, que marca el borde del barrio.
En la Boulevard Macacha Güemes el 21 de enero de 1927 se erigió una antena monumental de 40 metros de altura, diseñada y esculpida por el artista italiano Giannino Castiglioni, quien la realizó en Lierna en el Lago de Como.